# Quedius balticus
Quedius balticus (лат.) — вид коротконадкрылых жуков рода Quedius из подсемейства Staphylininae (Staphylinidae). Северная и центральная Европа, в том числе Россия (Поволжье, Северный Кавказ, Крым).

## Описание
Мелкие жуки с укороченными надкрыльями и удлиненным телом, длина около 1 см (от 9 до 12 мм). 
От близких видов (Quedius meridiocarpathicus, Quedius altaicus, Quedius subunicolor, Quedius molochinus) отличается коричневыми надкрыльями и общей тёмной окраской тела и усиков, надкрыльями равными по длине пронотуму, строением гениталий, C-образный склерит внутреннего резервуара толстый.  Парамеры эдеагуса (латерально) у середины сравнительно широкие, снизу с рядом апикальных сенсорных щетинок. Формула лапок 5-5-5. Голова округлая, более узкая, чем переднеспинка. Передняя часть тела (голова и пронотум) блестящая. 
Вид был впервые описан в 1960 году немецким колеоптерологом Horst Korge (1930—2014). Включён в номинативный подрод Quedius s. str. (по признаку цельного переднего края лабрума) в состав одной группы вместе с видами Q. altaicus, Q. subunicolor, Q. molochinus и Q. meridiocarpathicus.